# Robin Maulun
Robin Maulun (Pessac, 23 november 1996) is een Frans voetballer die als middenvelder speelt.

## Carrière
Robin Maulun speelde in de jeugd van Targon-Soulignac FC, FC Libourne en Girondins de Bordeaux. Voor Girondins speelde hij van 2012 tot 2017 in de hogere amateurdivisies voor het tweede elftal. In het seizoen 2015/16 speelde hij enkele wedstrijden voor het eerste elftal van Bordeaux: Een competitiewedstrijd tegen SM Caen, een wedstrijd in de Coupe de la Ligue tegen AS Monaco, twee wedstrijden in de voorrondes van de Europa League tegen AEK Larnaca en een wedstrijd in de Europa League tegen Roebin Kazan. In 2017 vertrok hij naar Trélissac FC, wat op het vierde niveau van Frankrijk speelt. In de zomer van 2018 tekende hij voor één jaar bij SC Cambuur.
op 19 september 2023 tekende Maulun een twee-jarig contract bij FC Volendam met een optie voor nóg een jaar. Op 2 september 2024 besloot FC Volendam in goed overleg met Maulun om het nog één jaar doorlopende contract van de middenvelder te ontbinden, zodat hij op zoek kon gaan naar een nieuwe club. Maulun kwam niet voor in de plannen van de nieuwe hoofdtrainer Rick Kruys. De Fransman kwam tot vijftien officiële wedstrijden voor FC Volendam, waarin hij één assist gaf.
In januari 2025 sloot Maulun aan bij de Japanse club SC Sagamihara, uitkomend in de J3 League. Twee maanden later werd het contract van de Fransman echter ontbonden, omdat de club geen verbetering zag in zijn conditie.

### Statistieken

#### Beloften
| Seizoen                    | Club                     | Land            | Competitie                    | Competitie | Competitie | Beker | Beker | Internationaal | Internationaal | Totaal | Totaal |
| Seizoen                    | Club                     | Land            | Competitie                    | Wed.       | Dlp.       | Wed.  | Dlp.  | Wed.           | Dlp.           | Wed.   | Dlp.   |
| -------------------------- | ------------------------ | --------------- | ----------------------------- | ---------- | ---------- | ----- | ----- | -------------- | -------------- | ------ | ------ |
| 2012/13                    | Girondins de Bordeaux II | Frankrijk       | Championnat de France amateur | 1          | 0          | –     | –     | –              | –              | 1      | 0      |
| 2013/14                    | Girondins de Bordeaux II | Frankrijk       | Championnat de France amateur | 5          | 1          | –     | –     | –              | –              | 5      | 1      |
| 2014/15                    | Girondins de Bordeaux II | Frankrijk       | Championnat de France amateur | 14         | 3          | –     | –     | –              | –              | 14     | 3      |
| 2015/16                    | Girondins de Bordeaux II | Frankrijk       | Championnat de France amateur | 15         | 2          | –     | –     | –              | –              | 15     | 2      |
| 2016/17                    | Girondins de Bordeaux II | Frankrijk       | CFA 2                         | 17         | 0          | –     | –     | –              | –              | 17     | 0      |
| Totaal beloften            | Totaal beloften          | Totaal beloften | Totaal beloften               | 52         | 6          | 0     | 0     | 0              | 0              | 52     | 6      |
| Bijgewerkt op 17 juni 2018 |                          |                 |                               |            |            |       |       |                |                |        |        |

#### Senioren
| Seizoen                        | Club                  | Land            | Competitie      | Competitie | Competitie | Beker | Beker | Internationaal | Internationaal | Overig | Overig | Totaal | Totaal |
| Seizoen                        | Club                  | Land            | Competitie      | Wed.       | Dlp.       | Wed.  | Dlp.  | Wed.           | Dlp.           | Wed.   | Dlp.   | Wed.   | Dlp.   |
| ------------------------------ | --------------------- | --------------- | --------------- | ---------- | ---------- | ----- | ----- | -------------- | -------------- | ------ | ------ | ------ | ------ |
| 2014/15                        | Girondins de Bordeaux | Frankrijk       | Ligue 1         | 0          | 0          | 0     | 0     | –              | –              | –      | –      | 0      | 0      |
| 2015/16                        | Girondins de Bordeaux | Frankrijk       | Ligue 1         | 1          | 0          | 0     | 0     | 3              | 0              | 1      | 0      | 5      | 0      |
| 2016/17                        | Girondins de Bordeaux | Frankrijk       | Ligue 1         | 0          | 0          | 0     | 0     | –              | –              | –      | –      | 0      | 0      |
| 2017/18                        | Trélissac FC          | Frankrijk       | National 2      | 22         | 2          | –     | –     | –              | –              | –      | –      | 22     | 2      |
| 2018/19                        | SC Cambuur            | Nederland       | Eerste divisie  | 33         | 7          | 2     | 0     | –              | –              | 4      | 1      | 39     | 8      |
| 2019/20                        | SC Cambuur            | Nederland       | Eerste divisie  | 23         | 4          | 2     | 1     | –              | –              | 0      | 0      | 25     | 5      |
| 2020/21                        | SC Cambuur            | Nederland       | Eerste divisie  | 26         | 2          | 2     | 0     | –              | –              | 0      | 0      | 28     | 2      |
| 2021/22                        | SC Cambuur            | Nederland       | Eredivisie      | 31         | 5          | 0     | 0     | –              | –              | 0      | 0      | 31     | 5      |
| 2022/23                        | SC Cambuur            | Nederland       | Eredivisie      | 7          | 0          | 1     | 0     | –              | –              | 0      | 0      | 8      | 0      |
| 2023/24                        | FC Volendam           | Nederland       | Eredivisie      | 14         | 0          | 1     | 0     | –              | –              | –      | –      | 15     | 0      |
| Totaal senioren                | Totaal senioren       | Totaal senioren | Totaal senioren | 157        | 20         | 8     | 1     | 3              | 0              | 5      | 1      | 173    | 22     |
| Bijgewerkt op 5 september 2024 |                       |                 |                 |            |            |       |       |                |                |        |        |        |        |